# Cholornis
Cholornis és un gènere d'ocells de la família dels paradoxornítids (Paradoxornithidae), tot i que sovint encara se'l troba classificat amb els sílvids (Sylviidae).

## Taxonomia
Segons la Classificació del Congrés Ornitològic Internacional (versió 11.1, 2021) aquest gènere conté dues espècies:
- Cholornis paradoxus - Paradoxornis tridàctil.
- Cholornis unicolor - Paradoxornis unicolor.

Les dos espècies de Cholornis estaven classificats anteriorment en el gènere Paradoxornis i a la família dels sílvids (Sylviidae).
El Congrés Ornitològic Internacional, en la seva llista mundial d'ocells (versió 10.2, 2020) transferí finalment el gènere Cholornis a la família dels paradoxornítids (Paradoxornithidae). Tanmateix, el Handook of the Birds of the World i la quarta versió de la BirdLife International Checklist of the birds of the world (Desembre 2019), aquest tàxon apareix classificat encara dins de la família dels sílvids.